# Dietrich von der Schulenburg (Bischof)

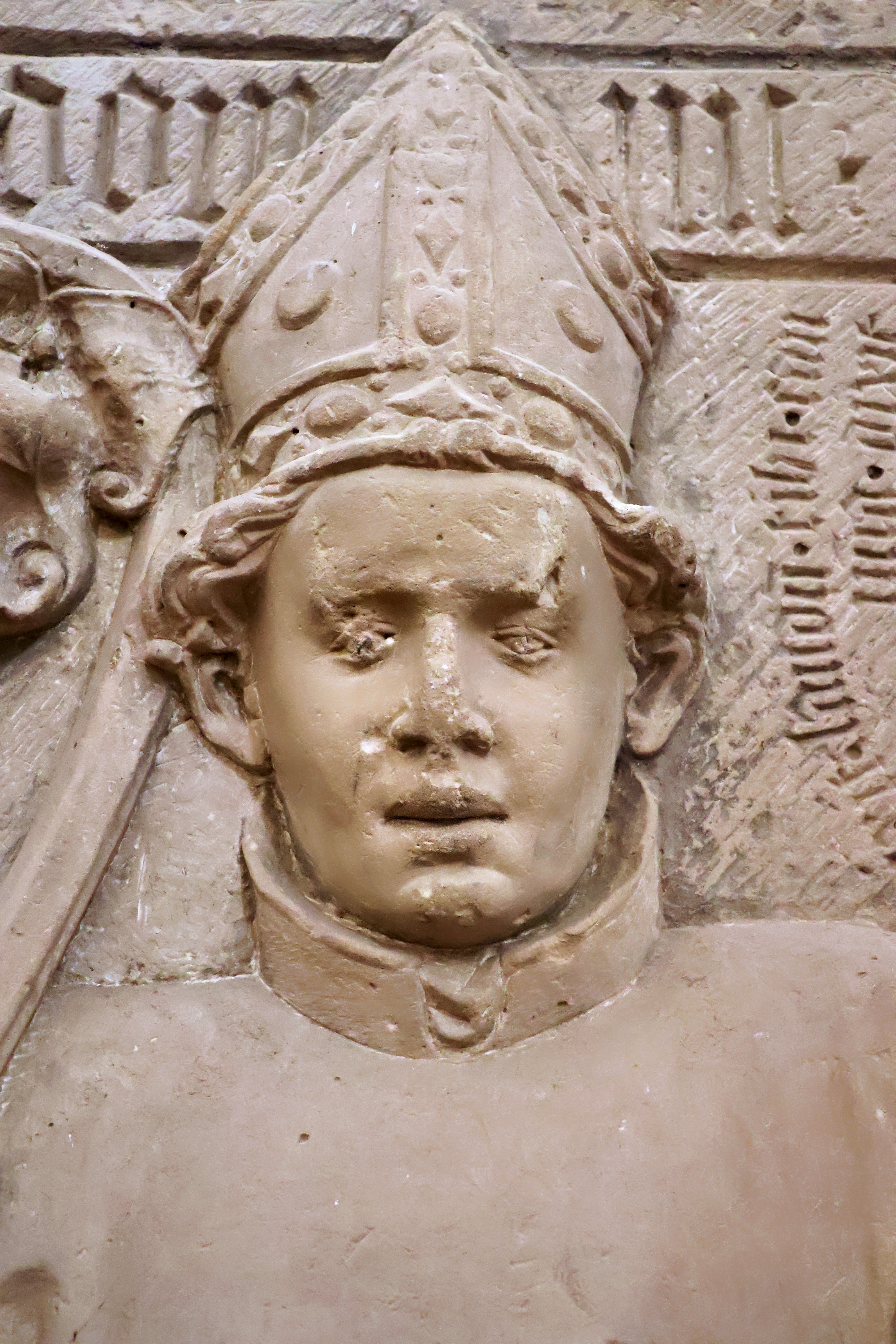
Darstellung des Bischofs Dietrich II. auf seiner Grabplatte im Dom zu Brandenburg.

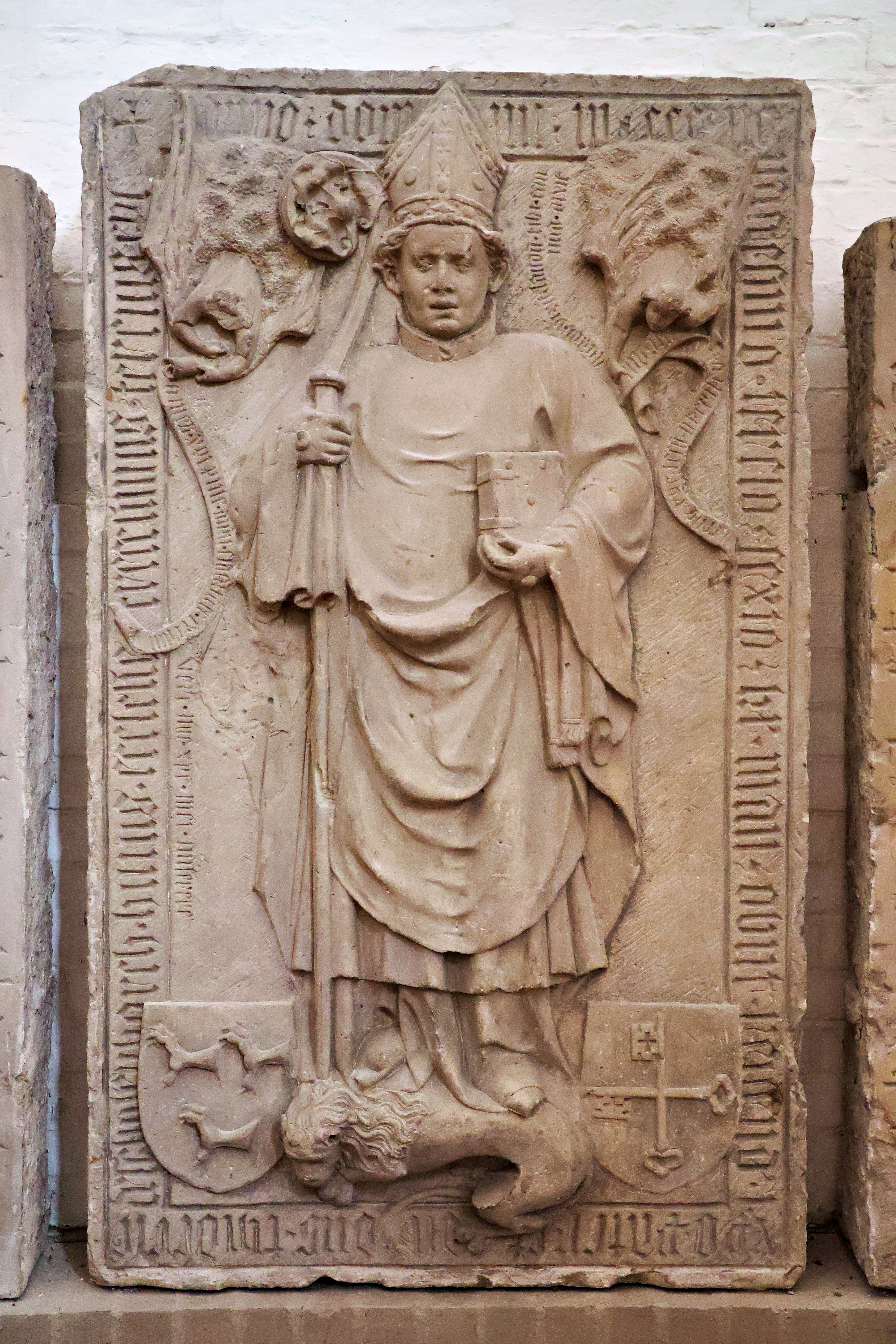
Vollständige Grabplatte aus dem späten 14. Jahrhundert.

Dietrich von der Schulenburg (* um 1330 in Beetzendorf; † 26. April 1393) war als Dietrich II. Bischof des Bistums Brandenburg und als dieser Fürstbischof des Hochstifts Brandenburg. Er regierte das Bistum von 1365 bis zu seinem Tod. Weiterhin war er kaiserlicher Ratgeber.

## Leben und Wirken
Dietrich entstammte der adligen Familie von der Schulenburg. Er wurde um das Jahr 1330 in Beetzendorf bei der altmärkischen Stadt Salzwedel geboren und gehörte der sogenannten „weißen Linie“ der Familie an. Er war der jüngste Sohn seiner Eltern und wurde bereits früh für eine geistliche Karriere vorgesehen. Um das Jahr 1347 wurde Dietrich von der Schulenburg Kanoniker des von Prämonstratensern geführten Domkapitels in Brandenburg. 1363 wurde er Brandenburger Dompropst und war Pfarrer in der nahegelegenen Altstadt Brandenburg. Nur zwei Jahre später, um die 35 Jahre alt, wurde von der Schulenburg als Dietrich II. vom Domkapitel zum Bischof gewählt und am 20. August 1365 von Papst Urban V., der die Wahl zunächst noch aufgehoben hatte, bestätigt.
Unter der Herrschaft der Wittelsbacher gehörte der Bischof ab 1368 dem Rat der Ständevertreter in der Mark Brandenburg an. 1373 kam Brandenburg an das Haus Luxemburg und Kaiser Karl IV. Dieser versuchte das reichsunmittelbare Bistum Brandenburg seiner Hausmacht einzuverleiben, indem er es zu einem landsässigen Stift umzuwandeln versuchte. 1376 wurde Bischof Dietrich II. offizieller kaiserlicher Ratgeber.
Am 7. März 1380 wurde von Dietrich II. auf einer Diözesansynode ein Statut kodifiziert, welches als für jene Zeit vorbildlich gilt. Es umfasste 26 Punkte. Beispielsweise waren Maßnahmen gegen Trunkenheit von Klerikern festgeschrieben. Unter Kurfürst Sigismund, dem späteren Kaiser, wurde Dietrich III. 1383/84 als consiliarius, ein Berater, genannt. 1384 erkannte Dietrich III. das Wunderblut von Wilsnack an, wodurch es zu einem Zustrom von Pilgern kam. In seiner Zeit als Bischof wurde im weiteren Verlauf das Bistum Brandenburg zur Zahlung von Steuereinnahmen gezwungen.
Nach schwerer Krankheit verstarb Dietrich von der Schulenburg am 26. April 1393. Er wurde im Dom zu Brandenburg beerdigt.

## Brandenburgische Bischöfe namens Dietrich
- Dietrich (Brandenburg) wird in der Germania-sacra nur als Dietrich genannt. Er gewann zwar die Wahl zum Bischof von Brandenburg, erhielt aber nicht die päpstliche Zustimmung; von manchen Forschern wird er trotzdem Dietrich I. genannt
- Dietrich von Kothe wird in der Germania-sacra als Dietrich I. genannt, wird von manchen Forschern aber Dietrich II. genannt
- Dietrich von der Schulenburg wird in der Germania-sacra als Dietrich II. genannt, wird von manchen Forschern aber Dietrich III. genannt
- Dietrich von Stechow wird in der Germania-sacra als Dietrich III. genannt, wird von manchen Forschern aber Dietrich IV. genannt
- Dietrich von Hardenberg wird in der Germania-sacra als Dietrich IV. genannt, wird von manchen Forschern aber Dietrich V. genannt[2]